# Дни (Таха Хусейн)
Дни (араб. الأيام‎, «аль-Айям») — автобиографическая повесть египетского писателя Таха Хусейна.
Повесть «Дни» выходила частями в 1929, 1939, 1972 годах.
Повесть «Дни» была первым крупным художественным произведением Таха Хусейна. Она сразу прославила имя писателя, сделав его известным за пределами Арабского Востока.
Уже первая часть трилогии была переведена на английский, французский, иврит, немецкий, китайский и русский языки.

## Первая часть
Первая книга автобиографической трилогии «Дни» вышла как раз к сорокалетию автора — в 1929 году.
Автор ведёт повествование о периоде времени своего учения в Куттабе, маленьком городке на берегу Нила. Он описывает в бытовых подробностях жизнь, проникнутую духом исламизма — своеобразной формой народной религии, мало общего имеющей с официальным исламом. Этой жизни придана большая социальная значимость. Сохраняя художественность повествования, автор вскрывает все борющиеся в маленьком городке силы, нарастание всех тех противоречий, которые в дальнейшем потрясут не только маленький городок, но и всю страну.

## Вторая часть
Во второй части «Дней» писатель знакомит с уходящим в прошлое миром схоластической средневековой учености, рисуя читателям то с мягким юмором, то с едкой иронией образы её живых хранителей — шейхов аль-Азхара. Вместе с тем Таха Хусейн рассказывает о постоянном освобождении молодых умов от мертвящих догм под воздействием идей реформаторов ислама и передовой египетской литературы и публицистики.

## Третья часть
Третья часть автобиографической повести «Дни» вышла в 1972 году, за год до смерти Таха Хусейна, и стала его последней книгой.
Она содержит воспоминания о периоде жизни автора в аль-Азхаре и в Латинском квартале Парижа, воспоминания о том, как он изучал французский язык, о его встрече с будущей супругой — Сюзанной Брессо.
Описаны происходившие в начале века в мире грандиозные военные и революционные события, даны портреты египетских ученых и государственных деятелей, знаменитых европейских востоковедов и шейхов аль-Азхара. С тонкой иронией поданы сцены встреч автора повести с коронованными правителями Египта и с сановниками султанского двора.

## Публикации повести на русском языке
- Дни. Вступительная статья и примечания И. Ю. Крачковского. Ленинград, 1934; 2-е издание: М., 1958.